# 厲家菜
厲家菜（れいかさい、簡体字: 厉家菜）は、中国北京にある料理店。西太后の日常の食事を担当していた厲氏の子孫がレシピを受け継ぎ開店した。日本にも六本木ヒルズに支店があり、ソーホーズが運営する。